# Plop in de Wolken
Plop in de wolken is de tweede film van Kabouter Plop. De film is gemaakt in 2000 door het Belgische bedrijf Studio 100 en de regie was in handen van Bart Van Leemputten. Het was tevens de tweede en laatste film in de hele Plop-reeks die meer avontuur bevatte. Na deze film werden de thema's minder donker en avontuurlijk en werden de films meer voor kinderen gemaakt. 
Op 9 april 2011 was de televisiepremière op Kindernet.

## Verhaal
Op een dag krijgt Plop (Walter De Donder) een brief van zijn grootvader, Kabouter Knap (Ward De Ravet), waarin staat dat hij heel erg ziek is. Het enige wat hem nog kan redden is het sap van de karbonkelwortel. Ze moeten voordat de zandloper is leeggelopen bij grootvader Knap zijn, maar er is één groot probleem: Plops grootvader woont helemaal aan de andere kant van het kabouterbos. Ze bouwen samen een grote luchtballon, zodat ze op tijd bij grootvader Knap  komen. Plop stopt het sap van de karbonkelwortel in een mandje met plopkoeken om het veilig te bewaren. Maar doordat Plop zo moe is, zakt hij neer op een stoeltje en valt in slaap. De volgende ochtend heeft Smul (Luc Caals) enorme honger en neemt, zonder het te beseffen, het mandje met de plopkoeken mee. Plop heeft dat niet door, want hij zit nog steeds naast het mandje met plopkoeken te slapen. Wanneer Smal (Hilde Vanhulle) Smul gaat zoeken, stijgt de luchtballon op, met Plop, Klus (Aimé Anthoni), Kwebbel (Agnes De Nul) en Lui (Chris Cauwenberghs) erin. Er volgt een gevaarlijke tocht.

## Acteurs
| Acteur               | Personage        |
| -------------------- | ---------------- |
| Walter De Donder     | Kabouter Plop    |
| Aimé Anthoni         | Kabouter Klus    |
| Chris Cauwenberghs   | Kabouter Lui     |
| Agnes De Nul         | Kabouter Kwebbel |
| Hilde Vanhulle       | Kabouter Smal    |
| Luc Caals            | Kabouter Smul    |
| Peter Van den Begin  | Kabouter Jeuk    |
| Stany Crets          | Kabouter Snot    |
| Britt Van Der Borght | Kabouter Stink   |
| Ward De Ravet        | Kabouter Knap    |
| Carl Ridders         | Kabouter Slim    |
| Clara Cleymans       | Liese            |
| Karin Jacobs         | Moeder van Liese |
| Luk Alloo            | Vader van Liese  |

## Trivia
- Dit is de eerste film waarin Hilde Vanhulle (Kabouter Smal) en Luc Caals (Kabouter Smul) te zien zijn.
- Luk Alloo, Karin Jacobs en Clara Cleymans hernemen hun rollen uit de vorige film. In tegenstelling tot de vorige film komen ze hier echter veel langer in beeld.